# Melica secunda
Melica secunda är en gräsart som beskrevs av Eduard August von Regel. Melica secunda ingår i släktet slokar, och familjen gräs. Inga underarter finns listade i Catalogue of Life.